# Fahrudin Mustafić
Pour les articles homonymes, voir Mustafić.
Fahrudin Mustafic (né le 17 avril 1981 à Novi Pazar) est un  footballeur serbe naturalisé singapourien. Il est actuellement entraîneur adjoint du club des Tampines Rovers.

## Biographie
Formé en Serbie, Fahrudin arriva à Singapour avec l'aide de son compatriote serbe et joueur de Tampines Rovers, Sead Muratovic. En tant que milieu de terrain, il fit sa première saison dans ce club (avec qui il remporta une coupe de Singapour), puis fut prêté au Sengkang Marine une saison (2003). Impressionnant dès les deux premières saisons, il acquiert la nationalité  singapourienne. De 2004 à 2009, il revient au Tampines Rovers FC, remportant deux S-League de suite (2004 et 2005), ainsi que deux coupes. Cela lui valut d'être sélectionné en équipe de Singapour de football en janvier 2006, en match amical, contre le Danemark. Il remporta le Championnat de l'ASEAN de football en 2007, trophée remporté avec le  Singapour De septembre 2009 à 2010 il joua pour le club indonésien de Persija Jakarta avant de rejoindre un autre club indonésien pour un an. En 2011, il retourna au club des Tampines Rovers à 30 ans.
À la fin de la saison 2018 de la Premier League de Singapour, Fahrudin a annoncé son départ à la retraite, après avoir joué plus de 300 matchs officiels avec Tampines Rovers.

## Clubs
- 2002 :  Tampines Rovers FC
- 2003 : →  Sengkang Marine (prêt)
- 2004-2009 :  Tampines Rovers
- 2009-2010 :  Persija Jakarta
- 2010-2011 :  Persela Lamongan
- 2011-2018 :  Tampines Rovers

## Palmarès
- Championnat de Singapour de football
  - Champion en 2004 et en 2005
  - Vice-champion en 2006 et en 2009
- Coupe de Singapour de football
  - Vainqueur en 2002, en 2004 et en 2006
  - Finaliste en 2007
- Championnat de l'ASEAN
  - Vainqueur en 2007 et 2012